# Benjamin Bonzi
Benjamin Bonzi (Anduze, 9 juni 1996) is een Franse tennisser. Hij woont in Vincennes.
Op 7 juni 2014 wonnen twee 17-jarige jongens het Nationaal Open Junioren op Roland Garros. Benjamin Bonzi en Quentin Halys versloegen op de 14de speeldag Lucas Miedler en Akira Santillan.
Op 17 augustus 2015 bereikte hij de finale in Turkije (toernooi F33) en versloeg hij Cem Ilkel met 7-6 en 7-5.

## Palmares

### Enkelspel
| Nr.                  | Datum             | Toernooi        | Ondergrond    | Tegenstanders in finale | Score                | Details |
| -------------------- | ----------------- | --------------- | ------------- | ----------------------- | -------------------- | ------- |
| Gewonnen ATP-finales |                   |                 |               |                         |                      |         |
| Verloren ATP-finales |                   |                 |               |                         |                      |         |
| 1.                   | 7 januari 2023    | ATP Pune        | Hardcourt     | Tallon Griekspoor       | 6-4, 5-7, 3-6        | Details |
| 2.                   | 26 februari 2023  | ATP Marseille   | Hardcourt (i) | Hubert Hurkacz          | 3-6, 6-7(4)          | Details |
| Gewonnen challengers |                   |                 |               |                         |                      |         |
| 1.                   | 14 februari 2021  | Potchefstroom   | Hardcourt     | Liam Broady             | 7-5, 6-4             |         |
| 2.                   | 2 mei 2021        | Ostrava         | Gravel        | Renzo Olivo             | 6-4, 6-4             |         |
| 3.                   | 1 augustus 2021   | Segovia         | Hardcourt     | Tim van Rijthoven       | 7-6(10), 3-6, 6-4    |         |
| 4.                   | 5 september 2021  | Saint-Tropez    | Hardcourt     | Christopher O'Connell   | 6-7(10), 6-1, opgave |         |
| 5.                   | 12 september 2021 | Cassis          | Hardcourt     | Lucas Pouille           | 7-6(4), 6-4          |         |
| 6.                   | 19 september 2021 | Rennes          | Hardcourt (i) | Mats Moraing            | 7-6(3), 7-6(3)       |         |
| 7.                   | 13 februari 2022  | Cherbourg       | Hardcourt (i) | Constant Lestienne      | 6-4, 2-6, 6-4        |         |
| 8.                   | 8 mei 2022        | Aix-en-Provence | Gravel        | Gregoire Barrere        | 6-2, 6-4             |         |

### Dubbelspel
| Legenda                       | Legenda               |
| ----------------------------- | --------------------- |
| Grand Slam                    |                       |
| Olympische Spelen             |                       |
| tot 2009                      | vanaf 2009            |
| Tennis Masters Cup            | ATP Finals            |
| ATP Masters Series            | ATP Tour Masters 1000 |
| ATP International Series Gold | ATP Tour 500          |
| ATP International Series      | ATP Tour 250          |

| nr.                              | finale           | toernooi        | ondergrond    | partner       | tegenstanders                     | score    |         |
| -------------------------------- | ---------------- | --------------- | ------------- | ------------- | --------------------------------- | -------- | ------- |
| verloren ATP-finales herendubbel |                  |                 |               |               |                                   |          |         |
| 1.                               | 10 februari 2019 | ATP Montpellier | Hardcourt (i) | Antoine Hoang | Ivan Dodig Édouard Roger-Vasselin | 4-6, 3-6 | details |
| Gewonnen challengers herendubbel |                  |                 |               |               |                                   |          |         |
| 1.                               | 1 maart 2020     | Pau             | Hardcourt (i) | Antoine Hoang | Simone Bolelli Florin Mergea      | 6-3, 6-2 |         |
| 2.                               | 29 maart 2021    | Lille           | Hardcourt (i) | Antoine Hoang | Dan Added Michael Geerts          | 6-3, 6-1 |         |

### Finaleplaatsen in de Junior Grand Slams
| Jaar       | Toernooi      |            | Partner       | Tegenstanders                                 | Score      |
| Dubbelspel | Dubbelspel    | Dubbelspel | Dubbelspel    | Dubbelspel                                    | Dubbelspel |
| ---------- | ------------- | ---------- | ------------- | --------------------------------------------- | ---------- |
| 2014       | Roland Garros | Goud       | Quentin Halys | gewonnen van Lucas Miedler en Akira Santillan | 6-3, 6-3   |

## Resultaten grote toernooien

### Enkelspel
| grandslamtoernooien  |      |      |      |      |      |      |      |
| Australian Open      | –    | –    | –    | –    | –    | 2R   |      |
| Roland Garros        | 2R   | –    | –    | 2R   | 1R   | 1R   |      |
| Wimbledon            | –    | 1R   | –    | g.t. | 2R   | 2R   |      |
| US Open              | –    | –    | –    | –    | –    | 2R   |      |
| ATP Masters 1000     |      |      |      |      |      |      |      |
| Indian Wells         | –    | –    | –    | g.t. | –    | 3R   |      |
| Miami                | –    | –    | –    | g.t. | –    | 1R   |      |
| Monte Carlo          | –    | –    | –    | g.t. | –    | 1R   |      |
| Madrid               | –    | –    | –    | g.t. | –    | –    |      |
| Rome                 | –    | –    | –    | –    | –    | –    |      |
| Montreal/Toronto     | –    | –    | –    | g.t. | –    | 1R   |      |
| Cincinnati           | –    | –    | –    | –    | –    | 1R   |      |
| Shanghai             | –    | –    | –    | g.t. | g.t. | g.t. |      |
| Parijs               | –    | –    | –    | 2R   | –    | –    |      |
| olympisch            |      |      |      |      |      |      |      |
| Olympische Spelen    | g.t. | g.t. | g.t. | g.t. | –    | g.t. | g.t. |
| statistieken         |      |      |      |      |      |      |      |
| totaal aantal titels | 0    | 0    | 0    | 0    | 0    | 0    | 0    |
| eindejaarsranking    | 187  | 261  | 359  | 165  | 64   | 60   |      |

### Dubbelspel
| toernooi             | 2018 | 2019 | 2020 | 2021 | 2022 | 2023 |
| -------------------- | ---- | ---- | ---- | ---- | ---- | ---- |
| grandslamtoernooien  |      |      |      |      |      |      |
| Australian Open      | –    | –    | –    | –    | –    |      |
| Roland Garros        | 2R   | 2R   | 3R   | 1R   | 2R   |      |
| Wimbledon            | –    | –    | g.t. | –    | 1R   |      |
| US Open              | –    | –    | –    | –    | 1R   |      |
| ATP Masters 1000     |      |      |      |      |      |      |
| Montreal/Toronto     | –    | –    | g.t. | –    | 2R   |      |
| Parijs               | –    | –    | –    | KF   | –    |      |
| olympisch            |      |      |      |      |      |      |
| Olympische Spelen    | g.t. | g.t. | g.t. | –    | g.t. | g.t. |
| statistieken         |      |      |      |      |      |      |
| totaal aantal titels | 0    | 0    | 0    | 0    | 0    | 0    |
| eindejaarsranking    | 244  | 158  | 162  | 138  | 191  |      |